# Drosophila ficusphila
Drosophila ficusphila är en tvåvingeart som beskrevs av Kikkawa och Peng 1938. Drosophila ficusphila ingår i släktet Drosophila och familjen daggflugor.
Artens utbredningsområde täcker stora delar av sydöstra Asien från Indien till Koreahalvön och Japan.